# Francisco Bastos Ansart
Francisco Bastos Ansart (Saragosse, 1875 – Barcelone, 1943) est un ingénieur militaire, entrepreneur, homme politique et écrivain espagnol.
Après une formation en génie militaire et un passage dans des unités combattantes à Cuba pendant la guerre d’indépendance, Bastos Ansart, porteur du statut d’officier surnuméraire, mena une carrière d’ingénieur majoritairement dans le civil, comme directeur technique de diverses entreprises chimiques, productrices d’énergie, etc., ou comme patron de bureau d’études privé, rédigeant des projets d’infrastructures de communication, de logistique minière, etc. À partir de 1919, il se lança en politique, se présentant aux élections nationales sous la bannière de partis régionalistes conservateurs, aragonais d’abord, catalan ensuite, et fut élu député à plusieurs reprises, jusqu’en 1933. Pendant la guerre civile, il réussit à s’échapper de Catalogne et à se rendre au Pays basque, alors déjà aux mains des nationalistes, où il s’employa à organiser la production industrielle et minière pour les besoins de l’effort de guerre. Muté en Andalousie en 1938, il y procéda de même, et aida à instaurer un régime de travail forcé dans les camps de prisonniers politiques.
Bastos Ansart était aussi l’auteur d’œuvres de fiction et d’un essai sur la débâcle militaire espagnole d’Anoual (1921).

## Biographie

### Formation et carrière militaire
Fils d’un militaire et professeur de mathématiques à l’Académie militaire de Saragosse, et frère aîné du chirurgien Manuel Bastos Ansart, Francisco Bastos Ansart fut inscrit en 1890 à l’Académie générale militaire de Tolède et poursuivit sa formation à l’Académie spéciale du génie de Guadalajara, dont il sortit diplômé en mars 1896 avec le rang de lieutenant. Sa première affectation fut le régiment de pontonniers de Saragosse, mais il travailla aussi en parallèle à l’usine Electra Peral Zaragozana. En 1897, il fut versé dans des unités combattantes à Cuba, engagées contre les insurgés dans la guerre d'indépendance cubaine.

### Parcours d’ingénieur civil et d’homme d’affaires
De retour à Saragosse en 1899, Francisco Bastos Ansart fut chargé de l’avant-projet de chemin de fer et d’exploitation des gisements de houille d’Utrillas, dans la province de Teruel. En 1900, il fonda la société Minas y Ferrocarriles de Utrillas, dont il fut désigné directeur technique, et mit sur pied en 1904 la société Electroquímica Aragonesa, où il remplit l’office de directeur de gestion. Dans le même temps, il examinait les possibilités d’implantation dans le nord de l’Aragon d’une industrie de l’aluminium, à laquelle la force motrice de la rivière Ésera serait propice.
En janvier 1909, il fut promu capitaine et se trouvait en situation d’officier surnuméraire de la 4e région militaire, avec résidence à Barcelone, avant d’être muté ce même mois au quartier-général du génie à Saint-Sébastien, où il fut réincorporé dans le rang en février, avant de recouvrer peu après, en mars 1909 à Barcelone, le statut de surnuméraire. En 1911, ayant vendu ses installations sur l’Ésera, il établit son bureau d’ingénieur privé à Barcelone, où il fut l’auteur de nombreux projets, dont en particulier pour le métro de Barcelone, le réseau de trams à Palma de Majorque, le système de transport par câble dans les Pyrénées catalanes, et la fabrication d’explosifs à Melilla. En 1913, il fonda la société Bastos y Cía., après avoir fait acquisition d’une firme existante.
En 1918, le gouvernement lui confia l’organisation du transport et de la distribution du charbon des Asturies.

### Engagement politique et rôle dans la Guerre civile
En juin 1919, Bastos Ansart, jusque-là toujours doté du statut d’officier surnuméraire, fut mis en disponibilité pour la 1re région militaire, au motif de son élection comme député aux Cortes pour la circonscription de Boltaña, dans la province aragonaise de Huesca, au pied des Pyrénées. En 1920, il fut nommé vice-président de l’Union aragonaisiste (en espagnol Unión Aragonesista) à Barcelone, parti politique qui se donnait pour objectif « la défense des idéaux régionalistes en rapport avec la vie de l’Aragon et avec la colonie à Barcelone ».
Bastos Ansart fut reconduit à son siège de député, d’abord aux élections de 1920, puis à celles de 1923. Ces victoires électorales successives dans une circonscription montagneuse et pauvre eurent pour effet d’éroder le quasi-monopole politique local et provincial que détenaient les libéraux. Une sorte de pacte fut conclu entre Bastos Ansart et la gouvernance libérale de la province, aux termes duquel celle-ci ne chercherait plus à lui faire obstacle et à le taxer de « catalanisme » lors des scrutins suivants, en contrepartie du maintien par lui du statu quo. Le petit paysannat local se trouva ainsi représenté par un personnage à l’origine des importants ouvrages hydroélectriques dont la production allait servir l’industrialisation accélérée, alors en cours, de la Catalogne, en particulier de Barcelone.
En rapport avec la situation au Maroc espagnol, au lendemain de la cinglante défaite militaire espagnole de juillet/août 1921, subie face aux résistants rifains emmenés par Abdelkrim et connue en Espagne sous le nom de désastre d’Anoual, Bastos Ansart, promu commandant entre-temps, salua dans un sien ouvrage de 1921 consacré à cet événement la saine et unanime réaction que manifestait l’opinion publique espagnole, au rebours de sa traditionnelle indolence, et déclarait à propos des insurgés rifains qu’« il ne doit pas y avoir d’autre solution que de les exterminer »,, . Il désignait le général Silvestre et le haut-commissaire au Maroc Berenguer comme les principaux responsables de la débâcle d’Anoual, et préconisait l’abandon de leur méthode d’occupation, basé sur la « tâche d’huile », et l’adoption d’une stratégie différente, s’appuyant sur des colonnes plus mobiles et se donnant pour cible prioritaire le bourg d’Ajdir, fief d’Abdelkrim et capitale de la république du Rif.
De 1922 à 1925, Bastos Ansart exerça comme directeur de gestion de la Compañía Arrendataria de Tabacos, auquel titre il s’efforça de combattre la contrebande de tabac, et fonda en Argentine la société Formio Argentina en 1926.
Aux élections générales espagnoles de 1933, il se présenta aux suffrages pour la circonscription de Barcelone, en tant qu’indépendant, mais inscrit sur la lista de la Ligue catalane.
À l’éclatement de la Guerre civile en juillet 1936, Bastos Ansart, lieutenant-colonel du génie en disponibilité à Barcelone, réussit à s’échapper de la Catalogne restée républicaine et à rejoindre la zone nationaliste. À partir de juin 1937, officiant à Bilbao comme membre permanent de la Commission militaire d’incorporation et de mobilisation industrielles, il s’appliqua à remettre en marche les bassins miniers de Biscaye et de Santander et organisa la militarisation du personnel employé dans les usines et ateliers, processus qu’il allait ensuite étendre à toute l’Espagne sous domination nationaliste.
En janvier 1938, il fut affecté au quartier-général du Génie à Malaga, conjuguant cette charge avec celle de délégué pour la Zone sud de la Commission d’assistance technique des camps de concentration de prisonniers de guerre (en espagnol Comisión Técnica Asesora de los Campos de Concentración de Prisioneros de Guerra). Dans cette dernière fonction, il réalisa de nombreux études et travaux sur l’utilisation des prisonniers de guerre pour la production industrielle, qui ont pu servir de source d’inspiration pour la subséquente création du Patronnage pour la rédemption des peines par le travail (Patronato para la Redención de Penas por el Trabajo, en abrégé PRPT), organisme appelé à gérer le travail forcé des prisonniers politiques dans l’après-guerre civile.
En juillet 1940, ayant atteint l’âge réglementaire, Bastos Ansart fut mis à la retraite.

## Publications de Bastos Ansart
- (es) El desastre de annual: Melilla en julio de 1921, Barcelone, Editorial Minerva, coll. « Biblioteca de Cultura Moderna y Contemporánea », 1921, 259 p..
- (es) La Sección Internacional de Industrias Eléctricas de la Exposición de Barcelona, Memorial de Ingenieros, 1922.
- (es) Viaje a nuestras antípodas dando la vuelta al mundo, Madrid, Espasa Calpe, 1928 (2 volumes).
- (es) Pistolerismo (Historia tràgica), Madrid, Espasa-Calpe, coll. « Hechos Sociales », 1935, 290 p. (roman)[note 2].
- (es) El Evangelio del Honor Militar y otros relatos, Valladolid, Librería Santarén, 1938, 267 p. (recueil de nouvelles).